# Seweryn Böhm
Seweryn Böhm (ur. 31 marca 1833 w Sanoku, zm. 24 sierpnia 1921 w Krakowie) – oficer Armii Cesarstwa Austriackiego, urzędnik Towarzystwa Przyjaciół Sztuk Pięknych w Krakowie.

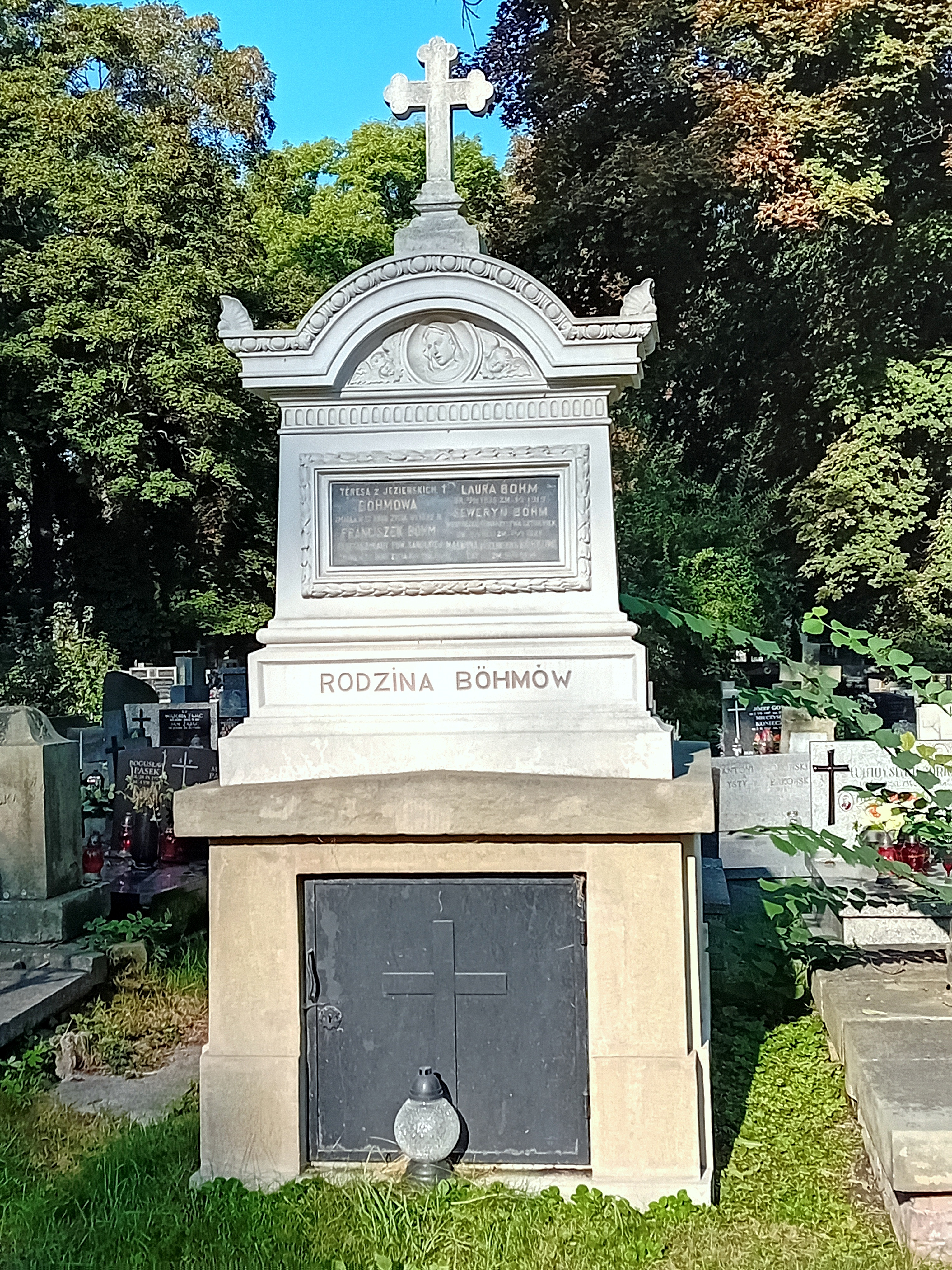
Grobowiec Böhmów

## Życiorys
Seweryn Rudolf Böhm urodził się 31 marca 1833 w Sanoku. Był synem Ignacego (kancelista cyrkularny w Sanoku, zm. 1848 w wieku 62 lat) i Tekli z domu Michlik. Miał rodzeństwo: Edmunda Rufina (ur. 1829), Malwinę Izydorę (ur. 1831), Karola Ernesta (ur. 1835), Laurę Augustynę (1836-1919), Zygmunta Alojzego (ur. 1838), Franciszka (1839-1912, powstaniec styczniowy, urzędnik), Ferdynanda (zm. 1843) oraz przyrodniego brata Konstantego Walentego (ur. 1825, z wcześniejszego małżeństwa ojca z Marią). Wraz z rodziną mieszkał w Sanoku pod numerem konskrypcyjnym 101.
W młodości służył w Armii Cesarstwa Austriackiego. W jej szeregach w 1854 odbył kampanię we Włoszech. Był żołnierzem 12 pułku piechoty w Leutschau (od około 1857 w Comorn), w szeregach którego według stanu z 1854 był kadetem, od około 1855 podporucznikiem 1 klasy, około 1859 nadporucznikiem, po czym zakończył służbę.
Od 1872 w charakterze adiunkta był szefem kancelarii Towarzystwa Przyjaciół Sztuk Pięknych w Krakowie. Na początku lat 90. był tam kasjerem. W 1894 został członkiem i sekretarzem TPSP. Po 38 latach pracy tamże w maju 1910 przeszedł w stan spoczynku. Został wówczas wybrany II wiceprezesem TPSP, a w pierwszej połowie marca 1913 ustąpił z tego stanowiska w zarządzie. Przez wiele lat swojej działalności w Towarzystwie z poświęceniem oddawał się pracy rzecz tegoż. Przyczynił się m.in. do przenosin siedziby z Pałacu Biskupiego do Sukiennic, a finalnie do własnego gmachu (Pałac Sztuki) przy Placu Szczepańskim. Uchodził doskonałego organizatora, znawcę w dziedzinie malarstwa i rzeźbiarstwa oraz człowieka zasłużonego dla sztuki.
W 1904 został odznaczony Krzyżem Kawalerskim Orderu Franciszka Józefa.
Był żonaty z Teresą z domu Jezierską (1836-1892). Zmarł 24 sierpnia 1921 w Krakowie. Został pochowany w grobowcu rodzinnym na cmentarzu Rakowickim w Krakowie. W tym miejscu został m.in. pochowany jego brat Franciszek żyjący pod nazwiskiem Bem.
Zachowała się korespondencja Seweryna Böhma, zgromadzona w Biblioteka Jagiellońskiej i udostępniona w Jagiellońskiej Bibliotece Cyfrowej.